# Ammetræ
Et ammetræ er et træ, som udelukkende bliver plantet for at hjælpe andre, blivende træer op. Ammetræerne skal skabe det mikroklima, som de andre træer har brug for, og når disse selv kan klare sig, bliver ammetræerne ryddet.
Det er vigtigt, at ammetræerne bliver ryddet, inden de kvæler de blivende træer. Og det er vigtigt, at de ikke er både rodskydende og skyggetålende, da man så ikke kan komme af med dem igen.
Ideen med ammetræer stammer fra hedens tilplantning, hvor man først lavede nogle mislykkede forsøg med rødgran og senere nogle vellykkede forsøg med rødgran og bjergfyr blandet.[kilde mangler]

## Eksempler på gode ammetræer
- Grøn-El (Alnus viridis)
- Dun-Birk (Betula pubescens)
- Skov-Hassel (Corylus avellana)
- Hybrid-Lærk (Larix x eurolepis)
- Rød-Gran (Picea abies)
- Bjerg-Fyr (Pinus mugo)
- Bånd-Pil (Salix viminalis)

## Eksempler på dårlige ammetræer
- Rød-El (Alnus glutinosa) – kvælstofsamlende på våd bund, men skyder hurtigt igen.
- Grå-El (Alnus incana) – kvælstofsamlende på tør bund, men skyder hurtigt igen.
- Vorte-Birk (Betula pendula) – nedkæmper græs, men pisker de blivende træer med sine hængende grene.
- Vestamerikansk Balsampoppel (Populus trichocarpa) – hurtig vækst, men bliver hurtigt en hel skov.